# Raritebe palicoureoides
Raritebe palicoureoides är en måreväxtart som beskrevs av Herbert Fuller Wernham. Raritebe palicoureoides ingår i släktet Raritebe och familjen måreväxter.

## Underarter
Arten delas in i följande underarter:
- R. p. dwyerianum
- R. p. palicoureoides
- R. p. antioquianum